# Марклёвице (гмина)
Марклёвице (пол. Marklowice) — сельская гмина (волость) в Польше, входит как административная единица в Водзиславский повет, Силезское воеводство. Население — 5057 человек (на 2004 год).

## Демография
| Перепись                       | Всего   | Всего | Женщины | Женщины | Мужчины | Мужчины |
| ------------------------------ | ------- | ----- | ------- | ------- | ------- | ------- |
| Единицы                        | человек | %     | человек | %       | человек | %       |
| Население                      | 5057    | 100   | 2589    | 51,2    | 2468    | 48,8    |
| Плотность населения (чел./км²) | 367,5   | 367,5 | 188,2   | 188,2   | 179,4   | 179,4   |

## Соседние гмины
1. Гмина Мшана
2. Радлин
3. Рыбник
4. Гмина Сверкляны
5. Водзислав-Слёнски